# Сан-Рамон (Уругвай)
Сан-Рамон (исп. San Ramón) — город на юге Уругвая, на территории департамента Канелонес.

## География
Город находится в северной части департамента, на левом берегу реки Санта-Лусия, на высоте 53 метров над уровнем моря.
Сан-Рамон расположен на расстоянии приблизительно 38 километров к северо-востоку от города Канелонес, административного центра департамента и на расстоянии 60 километров к северо-северо-востоку (NNE) от Монтевидео, столицы страны. Ближайший гражданский аэропорт расположен в городе Монтевидео.

## История
Сан-Рамон был основан в 1867 году. Получил статус малого города (Villa) 11 июля 1910 года. Получил статус города (Ciudad) 26 июня 1953 года.

## Население
По данным переписи 2011 года, население составляло 7 133 человека.
| Год  | Население |
| ---- | --------- |
| 1963 | 5 668     |
| 1975 | 6 594     |
| 1985 | 7 001     |
| 1996 | 6 828     |
| 2004 | 6 992     |
| 2011 | 7 133     |

Источник: Instituto Nacional de Estadística de Uruguay